# 4762 Dobrynya
A 4762 Dobrynya (ideiglenes jelöléssel 1982 SC6) a Naprendszer kisbolygóövében található aszteroida. Ljudmila Ivanovna Csernih fedezte fel 1982. szeptember 16-án.